# Cover me (Konzert)

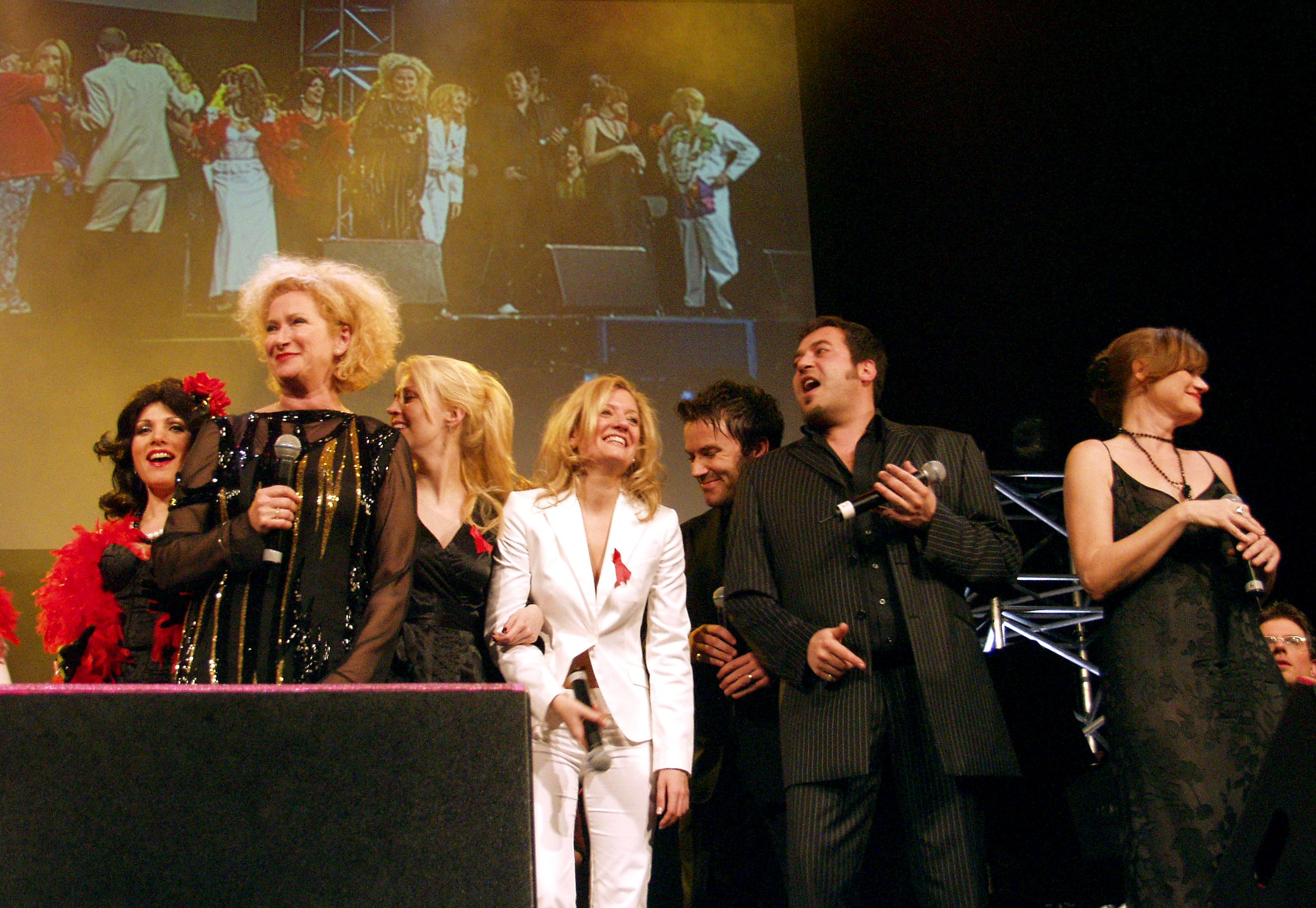
Birgit Schrowange, Gabi Decker, Alexa Phazer, Juliette Schoppmann, Uwe Kröger, Laith Al-Deen und Pe Werner bei cover me 2006

cover me war ein von 2002 bis 2013 jährlich stattfindendes Benefizkonzert der Kölner AIDS-Hilfe und der Lebenshaus-Stiftung. Es traten ausschließlich Prominente mit Coverversionen bekannter Songs auf.

## Veranstaltung
Die Konzertreihe wurde 2002 durch den Comedian und Moderator Dirk Bach ins Leben gerufen. Am 6. Dezember 2002 traten vor 650 Zuschauern neben Bach unter anderen Thomas Hermanns, Maren Kroymann, Hella von Sinnen, Georg Uecker, Isabel Varell und Pe Werner erstmals in den Ehrenfelder Vulkanhallen auf.
Das Konzert fand seitdem jährlich im November oder Dezember statt. Im Jahr 2003 zog das Event in die größere Halle des Limelight, 2005 ins E-Werk, 2007 in die bis zu 4000 Personen fassende Halle Palladium. Zu den auftretenden Künstlern gehören Musiker, Schauspieler, Fernsehmoderatoren und Comedians. Die Erlöse fließen der Kölner Aidshilfe und der Lebenshaus-Stiftung zu, die Projekte zur Verhinderung von Neuinfektionen mit HIV und zur Verbesserung der Lebenssituation von Menschen mit AIDS fördert. 
Nach dem Tod Dirk Bachs pausierte Cover Me im Jahr 2012. Im Folgejahr fand das Konzert zum Gedenken an seinen Initiator erneut statt. Danach teilten die Veranstalter allerdings mit, die Reihe nicht fortsetzen zu wollen.
In zehn Jahren konnten rund 350.000 Euro für den guten Zweck eingespielt werden.